# Sauvagney
Sauvagney är en kommun i departementet Doubs i regionen Bourgogne-Franche-Comté i östra Frankrike. Kommunen ligger i kantonen Audeux som tillhör arrondissementet Besançon. År 2022 hade Sauvagney 194 invånare.

## Befolkningsutveckling
Antalet invånare i kommunen Sauvagney
Referens:INSEE